# Martinskirchen

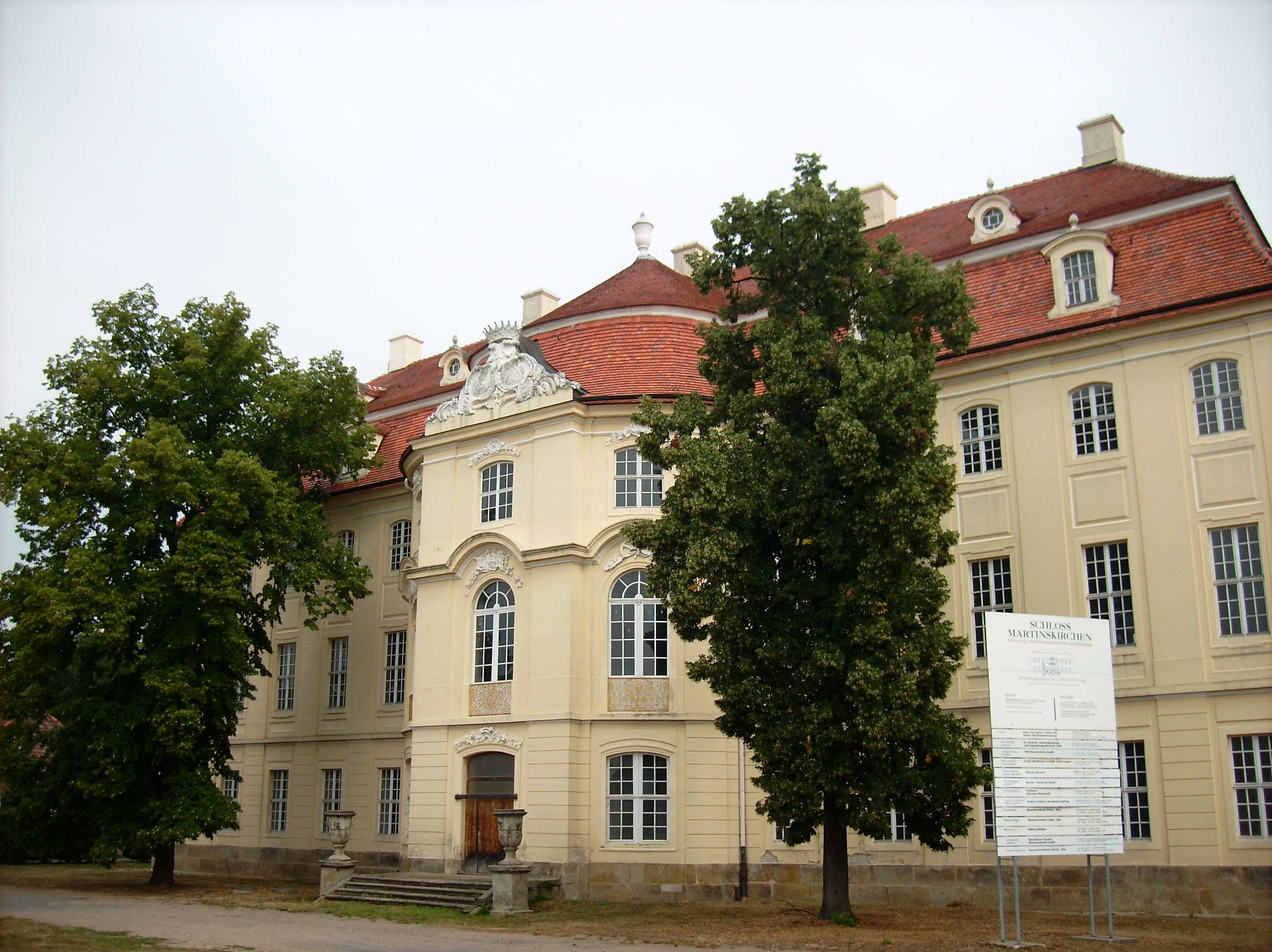
Schloss Martinskirchen

Martinskirchen ist ein Ortsteil der amtsfreien Stadt Mühlberg, der an der Elbe auf der halben Strecke zwischen Torgau und Riesa liegt. Bis nach Leipzig sind es etwa 80 Kilometer. Der Ort hatte am 31. Dezember 2011 265 Einwohner.

## Geschichte

Martinskirchen auf einer geschichtlichen Karte des Kreises Liebenwerda (1910).

Die landschaftlich reizvolle Lage im Elbauegebiet veranlasste wahrscheinlich auch Friedrich Wilhelm Graf von Brühl, 1739 das Gut Martinskirchen zu erwerben und hier zwischen 1751 und 1756 den repräsentativen Dreiflügelbau des heute noch existierenden Schlosses mit seiner klar geordneten Fassadengestaltung im französischen Barockstil errichten zu lassen.
Die ursprünglich selbständige Gemeinde Altbelgern ist heute ein Gemeindeteil von Martinskirchen. Altbelgern wurde im Jahr 1240 das erste Mal urkundlich als Aldenbelger erwähnt. Der Name bezieht sich auf den westlich gelegenen Ort Belgern. Belgern wiederum bedeutet weißer Ort.
Zum 31. August 2001 schloss sich Martinskirchen mit Altenau, Brottewitz, Fichtenberg, Koßdorf und Mühlberg/Elbe zur neuen Stadt Mühlberg/Elbe zusammen und ist seither ein Ortsteil der amtsfreien Stadt Mühlberg/Elbe.

## Kultur und Sehenswürdigkeiten
- In der Liste der Baudenkmale in Mühlberg/Elbe sind für Martinskirchen drei Baudenkmale aufgeführt:

### Barockschloss

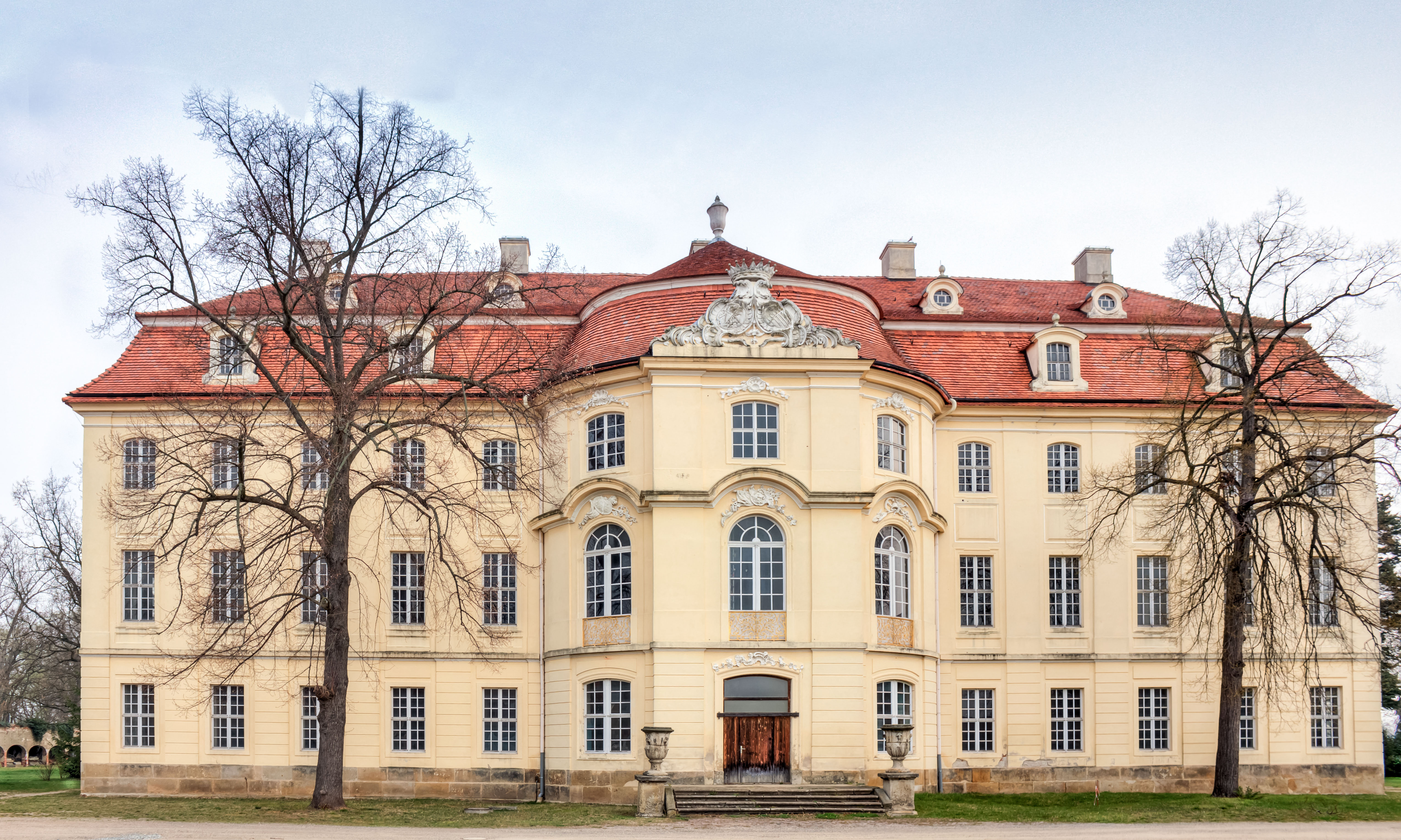
Schloss Martinskirchen

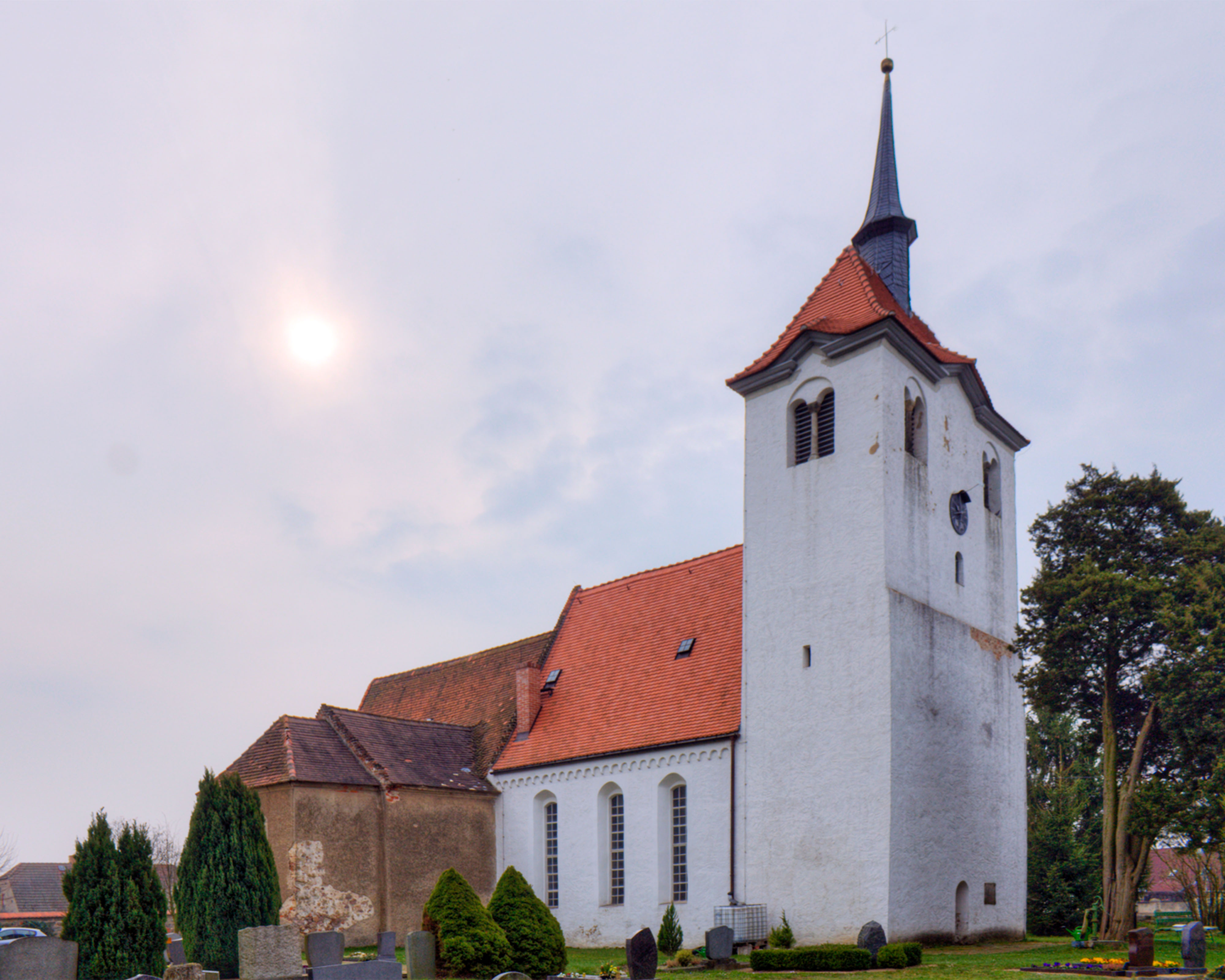
Dorfkirche

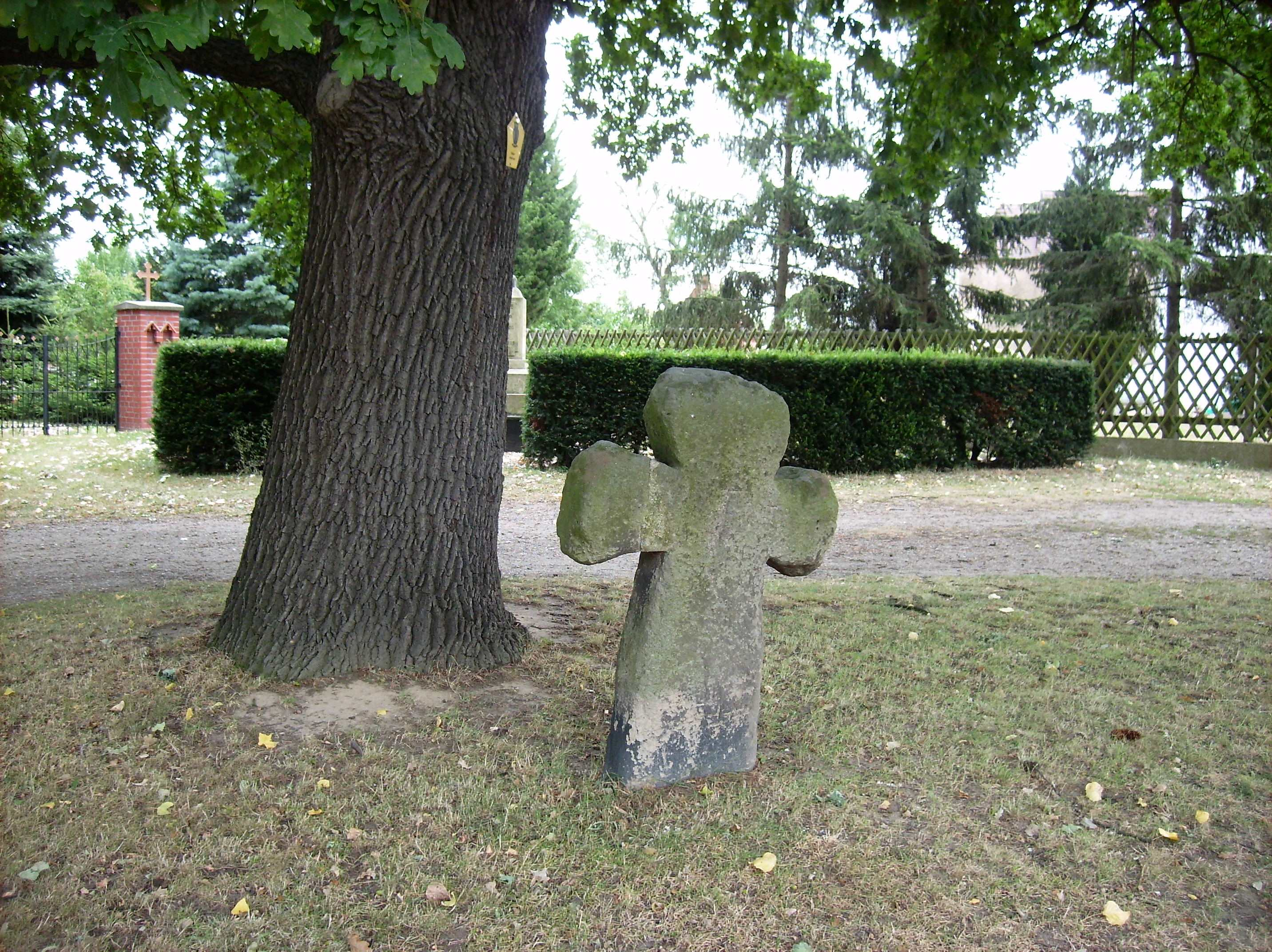
Sühnestein

Schloss Martinskirchen dominiert mit seinem hohen Mansarddach das Bild des Dorfes. Das Schloss wurde von 1751 bis 1756 für den Obersteuereinnehmer Friedrich Wilhelm Graf von Brühl errichtet. Der mächtige Barockbau des Dresdener Architekten Friedrich August Krubsacius gehört zu den bedeutenden barocken Schlossanlagen in Brandenburg. Seine Architektur sowie die Innenraumgestaltung wurden von Baumeistern und Künstlern des Dresdener Hofes geprägt. Im Inneren zählt der prächtige ovale Marmorsaal zu den herausragenden Innenräumen dieser Zeit, das Deckengemälde ist ein Werk Stefano Torellis und stellt Diana mit ihrem Gefolge dar. Der ältere Bruder des sächsischen Premierministers Heinrich von Brühl nutzte das Gebäude als Jagd- und Lustschloss. Nach dem Verkauf 1795 bis zur Enteignung 1945 war das Schloss im Besitz der Torgauer Familie Stephann.
Es diente ursprünglich als Jagd- und Lustschloss. So entstanden im Umfeld großzügig angelegte Parks und Gärten. Ab 1825 trat die wirtschaftliche Nutzung der Güter in den Vordergrund, dafür musste auch ein Teil der Gartenanlagen weichen. Das Schloss befindet sich gegenwärtig im Eigentum der Gemeinde Martinskirchen und wurde durch die Brandenburgische Schlösser GmbH in seiner Außengestalt sowie Teilen des Inneren denkmalgerecht saniert. Derzeit wird ein Mieter oder Käufer für das Schloss gesucht.

### Dorfkirche
Die 1253 erstmals erwähnte Kirche ist im Kern romanisch. 1697–1699 wurde sie nach einem Brand erweitert und umgebaut. Im Jahr 1904 erfolgte erneut eine Renovierung, dabei wurde sie außen und innen verputzt. In der Kirche befindet sich ein Kanzelaltar aus dem Jahre 1697. Weiterhin steht im östlichen Teil ein vasenartiger Taufstein. Im südlichen Teil des Turmes hängt die Mönchsglocke, sie hat im Gegensatz zu ihren beiden Schwestern beide Weltkriege überlebt.

### Sühnekreuz
In altgermanischen Zeiten war die Blutrache Recht und Pflicht jedes Stammesmitgliedes. Als die Staatsautorität erstarkte, wurde die Blutrache verboten. Wurde sie trotzdem ausgeübt, so traf den Mörder neben anderen Strafen auch die, ein Sühnekreuz zu errichten. So entstand auch dieses Kreuz für eine Bluttat.

## Persönlichkeiten
- Ernst Stephann (1847–1897, Mitglied des Deutschen Reichstags), Rittergutsbesitzer
- Martin Bartholdy (1904–1965), Archivar und Schriftsteller
- Hans Moritz von Brühl (1736–1809, Diplomat, Wissenschaftler, Schachspieler), Schlossherr von Martinskirchen
- Christian Fürchtegott Gellert (1715–1769, Dichter und Philosoph), Martinskirchen als „Wunschort“[5]